# Ikaruga
Ikaruga (Japans: 斑鳩) is een computerspel dat werd ontwikkeld en uitgegeven door Treasure. Het kwam in 2001 uit als arcadespel. Later werd het uitgebracht voor andere spelcomputers. Het is een verticaal scrollend schietspel (shoot 'em up) dat gelijkenis toont met het computerspel Radiant Silvergun, dat ook door Treasure werd ontwikkeld voor de Sega Saturn. De bedoeling is tegenstanders van de andere polariteit (wit of zwart) neer te schieten.

## Platforms
| Jaar | Platform        |
| ---- | --------------- |
| 2001 | Arcade          |
| 2002 | Dreamcast       |
| 2003 | GameCube        |
| 2008 | Xbox 360        |
| 2013 | Android         |
| 2014 | Steam (Windows) |
| 2017 | Switch          |

## Ontvangst
| Beoordeeld door  | Platform  | Datum           | Score |
| ---------------- | --------- | --------------- | ----- |
| GameZone         | GameCube  | 9 juli 2003     | 93%   |
| GamePro (USA)    | Xbox 360  | 28 mei 2008     | 90%   |
| Jeuxvideo.com    | Xbox 360  | 21 januari 2011 | 90%   |
| GamingExcellence | Xbox 360  | 12 mei 2008     | 90%   |
| Nintendo Life    | GameCube  | 2 april 2009    | 90%   |
| GameSpot         | GameCube  | 14 april 2003   | 88%   |
| Gamesmania       | GameCube  | 4 juni 2003     | 85%   |
| Netjak           | Dreamcast | 8 april 2004    | 83%   |
| Play.tm          | GameCube  | 17 juni 2003    | 82%   |
| Lawrence         | GameCube  | 16 mei 2003     | 75%   |

## Trivia
- Het spel is opgenomen in het boek 1001 Video Games You Must Play Before You Die van Tony Mott.